# Тамбакунда (область)
Тамбакунда (фр. Tambacounda, волоф Tambaakundaa) — область в Сенегале. Административный центр — город Тамбакунда. Площадь — 42 706 км², население — 648 100 человек (2010 год).

## География
На юго-западе граничит с областью Колда, на северо-западе с областью Кафрин, на севере с областью Матам, на юго-востоке с областью Кедугу, на западе с Гамбией, на северо-востоке с Мавританией, на востоке с Мали, на юге с Гвинеей. По области протекает река Гамбия.
Тамбакунда является крупнейшей областью Сенегала. В 2008 году на территории её юго-восточных районов была создана новая область — Кедугу. В Тамбакунда, а также в соседней области Кедугу расположен национальный парк Ниоколо-Коба.

## Административное деление
Административно область подразделяется на 4 департамента:
- Бакель
- Гудири
- Кумпентум
- Тамбакунда

## Населённые пункты
- Бакель
- Гудири
- Кумпентум
- Малем-Ниани

## Экономика
Основой экономики Тамбакунда является сельское хозяйство, на крупных плантациях выращиваются главные местные культуры — хлопок и арахис.